# Koninginnedag 1993
Koninginnedag 1993 was de viering van de Nederlandse nationale feestdag Koninginnedag, op 30 april 1993. Koningin Beatrix en haar familie bezochten de Friese plaatsen Vlieland en Sneek voor de viering van deze feestdag.
Het gezelschap dat de bezoeken afnam bestond naast koningin Beatrix uit prins Claus, kroonprins Willem-Alexander, prinses Margriet, Pieter van Vollenhoven en alle andere jeugdige prinsen.

## Viering Vlieland
Op Vlieland werden 35 extra agenten van de vaste wal ingezet. Door het beperkte aantal inwoners vervulden veel eilanders meerdere rollen, wat tot veel verkleedacties leidde. Op Vlieland namen de prinsen deel aan onder meer latlopen.
Met een catamaran voer de koninklijke familie naar Sneek.

## Viering Sneek
De koninklijke familie werd in Sneek onthaald door het gelegenheidskoor Sneek Is Meer, Jong Advendo, de Bogerman Bigband en het massaal aanwezige publiek. De autoriteiten hadden rekening gehouden met 50.000 bezoekers in Sneek, maar het werden er meer dan 80.000.
De koningin en haar gevolg werden ontvangen door burgemeester Van Haersma Buma op het Stadhuis. Hierna volgde een wandeling door de oude binnenstad, een vaartocht door de grachten en een wandeling door de wijk Sperkhem.